# Volcae

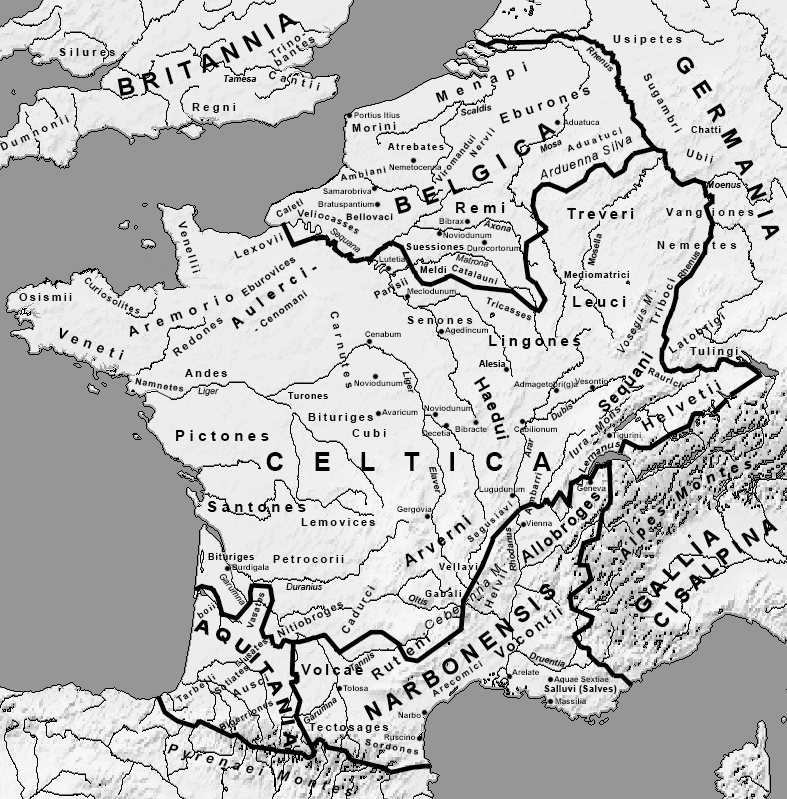
Deze kaart laat het woongebied van de stam der Volcae in Gallia Narbonensis zien.

De Volcae waren in de tweede eeuw v.Chr. een grote en krachtige natie in zuidelijk Gallië. Op etymologische gronden denkt men dat de stam uit de vallei van de Wezer komt en dat de stam later in zuidelijk Gallië is gaan wonen.

## Algemeen overzicht
In de Romeinse tijd leefden ze voornamelijk in de provincie Gallia Narbonensis en bewoonden ze het gebied tussen de Garonne (Garumna), de Cevennen (Cebenna mons), en de Rhône, dat ongeveer samenviel met de Romeinse provincie Gallia Narbonensis. Ze waren verdeeld in twee stammen, de Arecomici in het oosten en de Tectosages (wier gebied ook dat van de Tolsates omvatte) in het westen, gescheiden door de Hérault (Arauris) of een lijn tussen de Hérault en de Orbe (Orbis).
De Volcae waren vrij en onafhankelijk, hadden hun eigen wetten en gebruikten het jus Latii. De hoofdstad van de Tectosages was Toulouse (Tolosa); van de Arecomici, Nîmes (Nemausus); de hoofdstad van de Romeinse provincie en woonplaats van de Romeinse gouverneur was Narbonne (Narbo Martius).

## Volcae in Germanië
Men denkt dat de Volcae oorspronkelijk ten noordoosten van de Rijn woonden, in wat nu westelijk en centraal Duitsland is, in het stroomgebied van de Wezer. Caesar noemde de Volcae Tectosages als een Keltische stam die nog steeds in westelijk Germanië woonde (De bello gallico 6.24)
Gallia Cisalpina:
Anares · Beluni · Boii · Carni · Caturiges · Cenomani · Ceutrones · Insubres · Lepontii · Libici · Lingones · Nerusi · Salassi · Segusani · Suetri · Taurini · Vedianti

Gallia Transalpina:
Aedui · Albici · Allobroges · Ambarri · Ambiani · Andecavi · Arecomici · Atrebati · Aulerci Cenomani · Aulerci Diablintes · Aulerci Eburovices · Arverni · Baiocasses · Bellovaci · Bituriges Cubi · Bituriges Vivisci · Cadurci · Caleti · Carnutes · Catalauni · Caturiges · Cavares · Cenomani · Centrones · Cetrones · Commoni · Condrusi · Coriosolitae · Durocasses · Eciates · Eleuteti · Gabali · Garocelli · Geidumni · Grudii · Helvetii · Helvii · Lemovices · Leuci · Levaci · Lexovii · Lingones · Mandubii · Mediomatrici · Medulli · Menapii · Morini · Namnetes · Nantuates · Nerviërs · Nitiobriges · Osismii · Parisii · Petrocorii · Pictones · Pleumoxii · Redones · Remi · Ruteni · Salluviërs · Santones · Segni · Segovellauni · Segusiavi · Senones · Sequani · Silvanectes · Sordones · Suessiones · Tectosages · Tigurini ·  Tougener · Treveri · Tricasses · Tricastini · Turones ·  Veliocasses · Vellavi · Venelli · Veneti · Viducasses · Viromandui · Vocontii · Volcae Arecomici · Volcae Tectosages · Vivisci
Alemannen · Ambivarieten · Ambronen · Ampsivaren · Angelen · Angrivariërs · Asdingen · Baemi · Bajuwaren · Bastarnen · Bataven · Bourgondiërs · Bructeren · Cananefaten · Chamaven · Chasuarii · Chatten · Chattuarii · Chauken · Cherusken · Cimbren · Cugerni · Dulgubnii · Fosi · Franken · Frisii · Gepiden · Goten · Harii · Helisiërs · Hermunduren · Herulen · Juten · Lakringen · Lemoviërs · Longobarden · Lugiërs · Manimiërs · Marcomannen · Marobudui · Marsi · Mattiakken · Naharvalen · Nemeten · Nerviërs · Ostrogoten · Quaden · Rugiërs · Saksen · Semnonen · Silingen · Sitones · Skiren · Sueben · Sugambren · Suiones · Tencteren · Teutonen · Toxandriërs · Triboken · Tubanten · Tudri · Tungri · Ubiërs · Usipeten · Vandalen · Vangionen · Visigoten · Volcae · Warnen
Germani cisrhenani:
Caerosi · Condrusi · Eburonen · Paemani · Segni
Stamverenigingen:
Herminones · Ingvaeones · Istvaeones